# Linköpings Allmänna Simsällskap
Linköpings Allmänna Simsällskap (LASS) är en simförening i Linköping som grundades 1824. Simklubben är Sveriges näst äldsta idrottsförening. LASS har verksamhet inom simning och simhopp.
Bland föreningens senare profiler märks Lars Frölander och  Marcus Piehl. LASS har av Svenska Simförbundet (SSF) fått utmärkelsen Sveriges bästa simidrottsklubb för fjärde året i rad (2007, 2008, 2009 och 2010).
År 2007 skrev LASS Svensk simhistoria genom att som första simförening i landet bli bästa förening på samtliga simmästerskap i både lång- (50m) och kortbana (25m). Föreningen tog hem titeln för seniorer (SM), 25/50m, juniorer (JSM), 25/50m, samt ungdomar (SUM-SIM), 25/50m.  
Klubben arrangerade ute SM/JSM 2009.